# Ystad (đô thị)
Đô thị Ystad (Ystads kommun) là một đô thị ở hạt Skåne ở phía nam Thụy Điển. Thủ phủ là thành phố Ystad.
Đô thị hiện nay đã được lập năm 1971 thông qua việc sáp nhập thành phố Ystad cũ với các đô thị xung quanh.

## Các địa phương
Có 9 khu vực đô thị ở đô thị Ystad.
Trong bảng dưới đây, dân số tính tại thời điểm ngày 31/12/2005.
| # | Địa phương      | Dân số |
| - | --------------- | ------ |
| 1 | Ystad           | 17.286 |
| 2 | Köpingebro      | 1.060  |
| 3 | Svarte          | 836    |
| 4 | Nybrostrand     | 675    |
| 5 | Löderup         | 558    |
| 6 | Sövestad        | 376    |
| 7 | Glemmingebro    | 349    |
| 8 | Hedeskoga       | 280    |
| 9 | Stora Herrestad | 258    |

## Thành phố kết nghĩa
Haugesund, Rogaland, Na Uy